# Yr Hen Ogledd
Yr Hen Ogledd (română Vechiul Nord) este o regiune din nordul Angliei și sudul Scoției care a fost populată de britoni în timpul Marii Britanii post-romane, în Evul Mediu Timpuriu. Locuitorii săi vorbeau o varietate a limbilor britonice cunoscută drept limba cumbrică. Hen Ogledd este unică față de celelalte regiuni ale Marii Britanii populate de picți, anglo-saxoni și scoți, dar și față de Țara Galilor, cu toate că localnicii erau înrudiți cu picții, galezii și cornici, iar regiunea era vast influențată de literatura și tradiția galeză.